# Манжетка красночерешковая
Манже́тка красночерешко́вая (лат. Alchemīlla erythropōda) — вид двудольных растений рода Манжетка (Alchemilla) семейства Розовые (Rosaceae). Растение впервые описано в 1934 году российским ботаником Сергеем Васильевичем Юзепчуком.

## Ботаническое описание
Многолетнее травянистое растение около 15 см в высоту.
Листья сине-зелёные (либо серо-зелёные) с семью — девятью лопастями, округлые, размещены по длине стебля, у основания или в прикорневой розетке. Стебель красноватый.
Цветки жёлто-зеленоватые, размером до 1 см; соцветие — метёлка.
Плод — орешек.

## Распространение
Распространена в Карпатских горах, на Балканском полуострове, на Кавказе: в Армении, Грузии; а также в Турции (от северо-запада до востока полуострова Малая Азия) и на севере Ирана.

## Значение
В России выращивается как культурное растение.